# شان کمبز
شان جان کُمبز (انگلیسی: Sean John Combs؛ زادهٔ ۴ نوامبر ۱۹۶۹) که با نام‌های هنری دیدی، پاف دیدی و پی. دیدی مشهور است، رپر، تهیه‌کنندهٔ موسیقی و مدیر اجرایی ضبط آمریکایی است. وی سه جایزه گرمی برنده شده است و بابت کشف هنرمندان موسیقی از جمله نوتوریوس بی.آی.جی، مری جی. بلایژ و آشر اعتبار دارد. در سپتامبر ۲۰۲۴، او به اتهام اخاذی، قاچاق جنسی به اجبار و حمل و نقل به منظور فحشا دستگیر شد.
اولین آلبوم استودیویی کامبز، راهی به بیرون نیست (۱۹۹۷)، در صدر جدول بیلبورد ۲۰۰ قرار گرفت و بیش از ۷ میلیون نسخه در آمریکا فروخت. دو تک‌آهنگ این آلبوم، «هیچ‌کس نمی‌تواند من را متوقف کند» و «دلم برایت تنگ خواهد شد»، در صدر جدول بیلبورد هات ۱۰۰ قرار گرفتند—آهنگ دوم اولین ترانه هیپ‌هاپ بود که در صدر این جدول قرار گرفت. با حضور مهمان در ترانه «پول بیشتر، مشکلات بیشتر»، کامبز اولین هنرمند انفرادی شد که خودش را در صدر جدول جایگزین کرد. دومین و سومین آلبوم‌های او، برای همیشه (۱۹۹۹) و حماسه ادامه دارد... (۲۰۰۱)، هر دو در رتبه دوم آمریکا قرار گرفتند. تک‌آهنگ‌های مشترک بامپ، بامپ، بامپ (۲۰۰۲) و دمت را بتکان (۲۰۰۳) او را به اولین رپر با پنج تک‌آهنگ شماره یک در آمریکا تبدیل کردند. پس از انتشار چهارمین آلبوم او، بازی را فشار بده (۲۰۰۶)، که در صدر جدول آمریکا قرار گرفت، کامبز گروه موسیقی سه‌نفره دیدی – پول کثیف را با خوانندگان آر‌اند‌بی کالنا هارپر و داون ریچارد تشکیل داد و آلبوم مشترک آخرین قطار به پاریس (۲۰۱۰) را منتشر کرد. او در سال ۲۰۲۳ پنجمین آلبوم خود، آلبوم عشق: خارج از شبکه، را به‌صورت مستقل منتشر کرد.
کامبز، یکی از ثروتمندترین هنرمندان موسیقی جهان، در سال‌های ۲۰۱۴ و ۲۰۱۷ در صدر فهرست ثروتمندان هیپ‌هاپ مجله فوربس قرار گرفت. جوایز او شامل سه جایزه گرمی، سه جایزه بت و دو جایزه موسیقی ویدئویی ام‌تی‌وی است. او به‌عنوان تهیه‌کننده برای رسانه‌های دیگر، از جمله مجموعه تلویزیونی واقعی ساخت گروه، فعالیت کرده و در فیلم‌های ساخته‌شده، توپ هیولا (هر دو ۲۰۰۱) و او را به یونان ببر (۲۰۱۰) بازی کرده است. کامبز در سال ۱۹۹۸ برند پوشاک شان جان را راه‌اندازی کرد و در سال ۲۰۰۴ جایزه طراح لباس مردانه سال را از شورای طراحان مد آمریکا دریافت کرد، در حالی که پیش‌تر در سال ۲۰۰۰ نامزد این جایزه شده بود. او از سال ۲۰۰۷ تا ۲۰۲۳ سفیر برند نوشیدنی کیرک بود و در سال ۲۰۱۳ شبکه تلویزیونی دیجیتال ریوولت را تأسیس کرد. در سال ۲۰۰۸، کامبز اولین رپر مردی شد که ستاره‌ای در پیاده‌روی مشاهیر هالیوود دریافت کرد.
در اواخر سال ۲۰۲۳، کامبز یک دعوی حقوقی برجسته درباره آزار و تعرض جنسی که توسط شریک سابقش، کسی ونچرا، مطرح شده بود را حل‌وفصل کرد. در ماه‌های بعد، چندین شکایت مرتبط با سوءرفتار جنسی علیه او مطرح شد و شاکیان متعددی ادعا کردند که بین سال‌های ۱۹۹۱ تا ۲۰۰۹ مورد تعرض و آزار جنسی توسط کامبز قرار گرفته‌اند. در مارس ۲۰۲۴، چندین ملک متعلق به کامبز توسط وزارت امنیت داخلی آمریکا مورد بازرسی قرار گرفت و در سپتامبر همان سال، او به اتهام قاچاق جنسی فدرال، حمل‌ونقل برای انجام فحشا و اخاذی متهم شد. او اتهامات را رد کرد و سه بار درخواست آزادی با قرار وثیقه‌اش رد شد. محاکمه او در ۵ مه ۲۰۲۵ آغاز شد و در ۲ ژوئیه، او در اتهام حمل‌ونقل برای انجام فحشا گناهکار شناخته شد، اما در اتهامات اخاذی و قاچاق جنسی بی‌گناه اعلام شد. تا ژوئیه ۲۰۲۵، او در مرکز بازداشت متروپولیتن در بروکلین در بازداشت به سر می‌برد.

## زندگی شخصی
شان جان کامس در تاریخ ۴ نوامبر ۱۹۶۹ در محله هارلم منهتن در نیویورک متولد شد و در کوه ورنون در نیویورک بزرگ شد. مادرش، جانیس یک مدل و معلم است و پدرش در نیروی هوایی ایالات متحده آمریکا خدمت کرده است و عضو فرانک لوکاس، فروشنده محموله مواد مخدر نیویورک بود. شان فارغ‌التحصیل از آکادمی کاتولیک کوه سنت مایکل در سال ۱۹۸۷ بود. او برای آکادمی فوتبال هم بازی می‌کرد و تیمش در سال ۱۹۸۶، یک عنوان به دست آورد. شان می‌گوید که او نام مستعار «پف» را به عنوان یک بچه به او دادند زیرا او زمانی که عصبانی می‌شد خجالت می‌کشید و پف می‌کرد.

## آلبوم زندگی پس از مرگبیگی
آلبوم پس از مرگ نوتوریوس بی.آی.جی. یا بیگی به عنوان شماره یک بیلبورد ۲۰۰ شد. این آلبوم در نهایت تنها بیش از ۱۰ میلیون نسخه در آمریکا فروخته که یکی از بالاترین فروش‌های آلبوم رپ در آمریکا است.

## اتهام
در اواخر سال ۲۰۲۳، شریک زندگی سابق او، کسی ونتورا یک شکایت‌نامه چند میلیون دلاری بابت تعرض جنسی علیه او تنظیم کرد؛ این شکایت خارج از سیستم قضایی حل و فصل شد. نه ماه بعد، ۱۱ شکایت مدنی از سوی مدعیانی که ادعا می‌کردند بین سال‌های ۱۹۹۱ تا ۲۰۰۹ توسط کامز مورد آزار جنسی قرار گرفته بودند، ثبت شد. در مارس ۲۰۲۴، چندین ملک مرتبط با کامز توسط وزارت امنیت میهن به عنوان بخشی از تحقیقات آن‌ها مورد تفتیش قرار گرفت. در مه ۲۰۲۴، تصاویر نظارتی دقیق از حملهٔ فیزیکی کامز به کیسی ونتورا در یک هتل منتشر شد. کامبز برای این تعرض عذرخواهی عمومی صادر کرد. در سپتامبر ۲۰۲۴، او توسط هئیت منصفه عالی فدرال در منهتن محکوم شد. او به قاچاق جنسی، اخاذی و «ایجاد شرکت غیرقانونی که در آن او زنان و اطرافیان خود را برای برآورده کردن تمایلات جنسی، حفظ آبرو و پوشاندن رفتارش، مورد آزار، تهدید و اجبار قرار داده است» متهم شد. او خود را بی‌گناه اعلام کرد و درخواست قرار وثیقه دوبار رد شد. کامز در بازداشتگاه فدرال متروپولیتن در بروکلین منتظر محاکمه است. او تحت دیدبانی خودکشی قرار گرفته است.

## آلبوم‌ها
- ۱۹۹۷: No Way Out
- ۱۹۹۹: Forever
- ۲۰۰۱: The Saga Continues
- ۲۰۰۲: We Invented the Remix
- ۲۰۰۶: Press Play
- ۲۰۱۰: Last Train to Paris
- ۲۰۱۵: MMM  Money Making Mitch